# Mala Vranjska
Mala Vranjska (en serbe cyrillique : Мала Врањска) est un village de Serbie situé sur le territoire de la ville de Šabac, district de Mačva. Au recensement de 2011, il comptait 769 habitants.

## Démographie

### Évolution historique de la population
| 1948 | 1953 | 1961 | 1971 | 1981 | 1991 | 2002 | 2011 |
| ---- | ---- | ---- | ---- | ---- | ---- | ---- | ---- |
| 987  | 995  | 916  | 869  | 879  | 812  | 801  | 769  |

|  |